# Johanna Ludewig
Johanna Ludewig (* 28. März 1891 in Berlin; † 11. Juli 1958 in West-Berlin) war eine deutsche Politikerin (KPD). Sie war Abgeordnete des Preußischen Landtages.

## Leben
Ludewig, Tochter eines Klempnermeisters, besuchte die Handelsschule und arbeitete von 1907 bis September 1928 als Buchhalterin und Prokuristin in verschiedenen Berliner Betrieben. 1912 trat sie der Sozialdemokratischen Partei Deutschlands (SPD) bei. Als Abteilungsleiterin des Sozialdemokratischen Wahlvereins für den I. Berliner Wahlkreis gehörte sie ab 1916 dem neuen linken Zentralvorstand an und wurde während des Ersten Weltkrieges Mitglied und Funktionärin der Unabhängigen Sozialdemokratische Partei Deutschlands (USPD). Ende 1920 wechselte sie mit dem linken Flügel der USPD zur Kommunistischen Partei Deutschlands (KPD).
Ab März 1919 war sie Mitglied der USPD-Fraktion in der Berliner Stadtverordnetenversammlung, ab Juli 1920 gehörte sie ununterbrochen als USPD- bzw. KPD-Abgeordnete der Stadtverordnetenversammlung der neuen Einheitsgemeinde Groß-Berlin an. Von 1921 bis 1933 war sie zudem Abgeordnete des Preußischen Landtages. 
Ludewig war insbesondere in der kommunistischen Frauen- und Mädchenbewegung aktiv. Sie war ab 1927 Sekretärin des Roten Frauen- und Mädchenbundes und ab 1932 Leiterin der Frauen- und Mädchenstaffel im Kampfbund gegen den Faschismus. 
Nach der „Machtergreifung“ der Nationalsozialisten 1933 emigrierte sie zunächst nach Großbritannien und ging dann nach Dänemark. Ludewig kehrte jedoch 1934 nach Deutschland zurück und arbeitete wieder als Buchhalterin in Berlin. Sie wurde unter Polizeiaufsicht gestellt und mehrmals zur Gestapo bestellt und dort vernommen. Im Rahmen der sogenannten „Aktion Gewitter“ wurde sie am 20. August 1944 verhaftet und in das KZ Ravensbrück verbracht. Dort wurde sie am 12. September zwar entlassen, aber noch mehrere Wochen im Polizeigefängnis Berlin festgehalten. 
Nach 1945 war sie wieder in ihrem Beruf tätig, trat jedoch politisch nicht mehr hervor. Sie starb 1958 in West-Berlin.

## Schriften
- Faschisten – die Feinde der werktätigen Frauen. In: Internationale Pressekonferenz, 1. März 1932.